# Kirchspielslandgemeinde
Kirchspielslandgemeinden waren Gebietskörperschaften in den schleswig-holsteinischen Kreisen Husum, Norder- und Süderdithmarschen. Sie umfassten mehrere so genannte Dorfschaften (Kreis Husum) bzw. Bauerschaften (Dithmarschen).
Mit der Verordnung vom 22. September 1867 wurden in der preußischen Provinz Schleswig-Holstein die selbständigen Landgemeinden eingeführt. Anders als im übrigen Provinzgebiet gab es im Westen Schleswig-Holsteins, nämlich in Dithmarschen und im Kreis Husum, eine besondere Form der kommunalen Verwaltung. Diese wurde unangetastet übernommen. So wurden aus den Gebieten der Kirchspiele, in denen bereits weltliche Strukturen vorhanden waren, politische Gemeinden, die Kirchspielslandgemeinden. Die Köge blieben hingegen in der Regel selbständig. Sie bildeten selbständige Landgemeinden, die als Koogslandsgemeinden bezeichnet wurden.
Die in Dithmarschen und im Kreis Husum vorhandenen Dorfschaften, Dorfgemeinden und/oder Bauerschaften übten nur wenige Verwaltungsfunktionen aus und bildeten eine Art Untergemeinde.
Bei der Einrichtung der Kirchspielslandgemeinden gab es in einem Kreis jedoch Probleme. Der Landrat des Kreises Süderdithmarschen weigerte sich, die Kirchspielslandgemeinden als Landgemeinden im Sinne der Verordnung von 1867 zu akzeptieren. Er war der Meinung, die Bauerschaften sollten diese Funktion übernehmen. Der Streit zog sich bis 1879 hin. Erst dann stand fest, dass auch in Süderdithmarschen die Kirchspielslandgemeinden die unterste Stufe der Verwaltung bilden.
In der Zweiten Durchführungsverordnung zum preußischen Gemeindeverfassungsgesetz von 1933 wurden nunmehr die Dorf- und Bauerschaften der Kirchspielslandgemeinden mit Wirkung vom 1. April 1934 zu selbständigen Landgemeinden.
In Dithmarschen wurde diese Regelung konsequent durchgeführt. In zwei Fällen wurden jedoch diese neuen Landgemeinden wenige Jahre später zu einer größeren Landgemeinde zusammengeschlossen, die flächenmäßig der ursprünglich zuständigen Kirchspielslandgemeinde entsprach.

Im Kreis Husum gab es jedoch Probleme bei der Durchführung der Verordnung. Der Prozess der Neubildung der Landgemeinden erscheint undurchsichtig. In manchen Fällen wurden die am 1. April 1934 selbständig gewordenen Dorfschaften bereits am 1. Dezember 1934 zu größeren Landgemeinden zusammengefasst, oftmals aber nicht zu einer Gemeinde in der Größe der ursprünglichen Kirchspielslandgemeinde. In anderen Fällen kam es am 1. Dezember 1934 überhaupt erst zur Durchsetzung der Reform.
Durch die Bildung der kleineren neuen Landgemeinden kam es in Schleswig-Holstein zur Erhöhung der Gesamtzahl der Gemeinden. Im Kreis Süderdithmarschen stieg ihre bis zur Volkszählung im Jahr 1939 (im Vergleich zur Volkszählung 1933) um 64, im Kreis Norderdithmarschen um 56 und im Kreis Husum um 42 an.
Als 1948 die Ämter in Schleswig-Holstein gebildet wurden, wurden diese im Kreis Dithmarschen als Kirchspielslandgemeinde bezeichnet. Im Kreis Husum wurde die Bezeichnung nur 1948 für wenige Monate von einigen Ämtern geführt. 
Nach der Kreis- und Ämterreform von 1970 wurden aus den Dithmarscher Kirchspielslandgemeinden auch namentlich Ämter. Die Bezeichnung Kirchspielslandgemeinde wurde jedoch in den Namen der Ämter bis 2007 weiter geführt. Heute erinnern noch die Namen der Ämter Kirchspielslandgemeinde Heider Umland und Kirchspielslandgemeinden Eider an die alten Kirchspielslandgemeinden.